# Jij de koning
Jij de koning is een single van de Nederlandse zangeres Maaike Ouboter uit 2013. Het stond in hetzelfde jaar als elfde track op het album En hoe het dan ook weer dag wordt, waar het de derde single van was, na Dat ik je mis en Maarten.

## Achtergrond
Jij de koning is geschreven door Maaike Ouboter en geproduceerd door Joost Zweegers. Het is een akoestisch nederpopnummer dat de zangeres schreef voor haar broer Kees. In het lied blikt de zangeres terug naar hun jeugd. De zangeres zong het nummer voor het eerst tijdens het programma De beste singer-songwriter van Nederland, waar zij aan mee deed in 2013. 

## Hitnoteringen
Het nummer was een bescheiden hit in Nederland. Het stond vijf weken in de Single Top 100 waarin het piekte op de veertigste plaats.